# Mercedes-Benz EQA
De Mercedes EQA is een elektrische SUV. Het voertuig wordt gemaakt door autoproducent Mercedes-Benz uit Duitsland, en is sinds 2021 in Nederland beschikbaar.

## Specificaties
Gegevens van de '250'-uitvoering.

### Vervoer
De auto biedt vijf zitplaatsen, waarvan twee geschikt zijn voor Isofix-kinderzitjes. Er is standaard 340 liter kofferbakruimte, die uitgebreid kan worden tot maximaal 1320 liter. De auto heeft dakrails, die een maximale daklast van 75 kg aankunnen. Verder is de auto voorzien van een trekhaak, waarmee maximaal 750 kg getrokken mag worden en de maximale verticale kogeldruk bedraagt 80 kg.

### Accu
De auto heeft een 69,7 kWh grote tractiebatterij waarvan 66,5 kWh bruikbaar is. Dit resulteert in een WLTP-gemeten actieradius van 429 km, wat neerkomt op 355 km in de praktijk. Het accupakket is actief gekoeld en heeft een nominaal voltage van 367 V.

### Opladen
De accu van de auto kan standaard worden opgeladen via een Type 2-connector met laadvermogen van 11 kW door gebruik van 3-fase 16 ampère, waarmee de auto in 7,25 uur van 0 % naar 100 % geladen kan worden. Bij gebruik van een snellader met een CCS-aansluiting kan een laadsnelheid van maximaal 112 kW worden bereikt, waarmee de auto in minimaal 29 minuten van 10 % naar 80 % geladen kan worden, wat neerkomt op een snellaadsnelheid van 510 km/u.

### Prestaties
De elektronische aandrijflijn van de auto kan 140 kW of 190 pk aan vermogen leveren, waarmee de auto met 375 Nm koppel in 8,9 seconden kan optrekken van 0 naar 100 km/u. De maximale snelheid die bereikt kan worden is ongeveer 160 km/u.

## Galerij

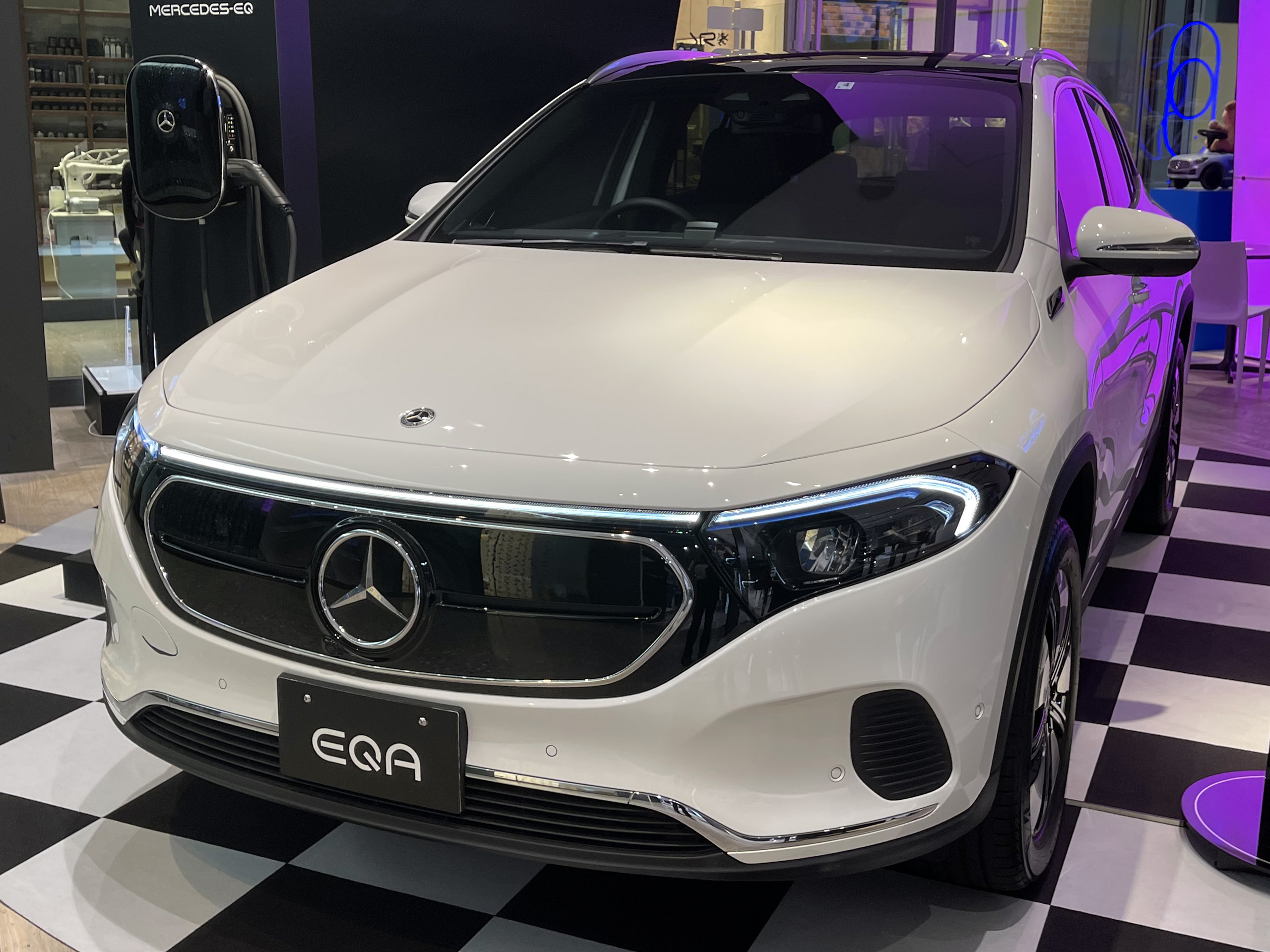
Voorzijde
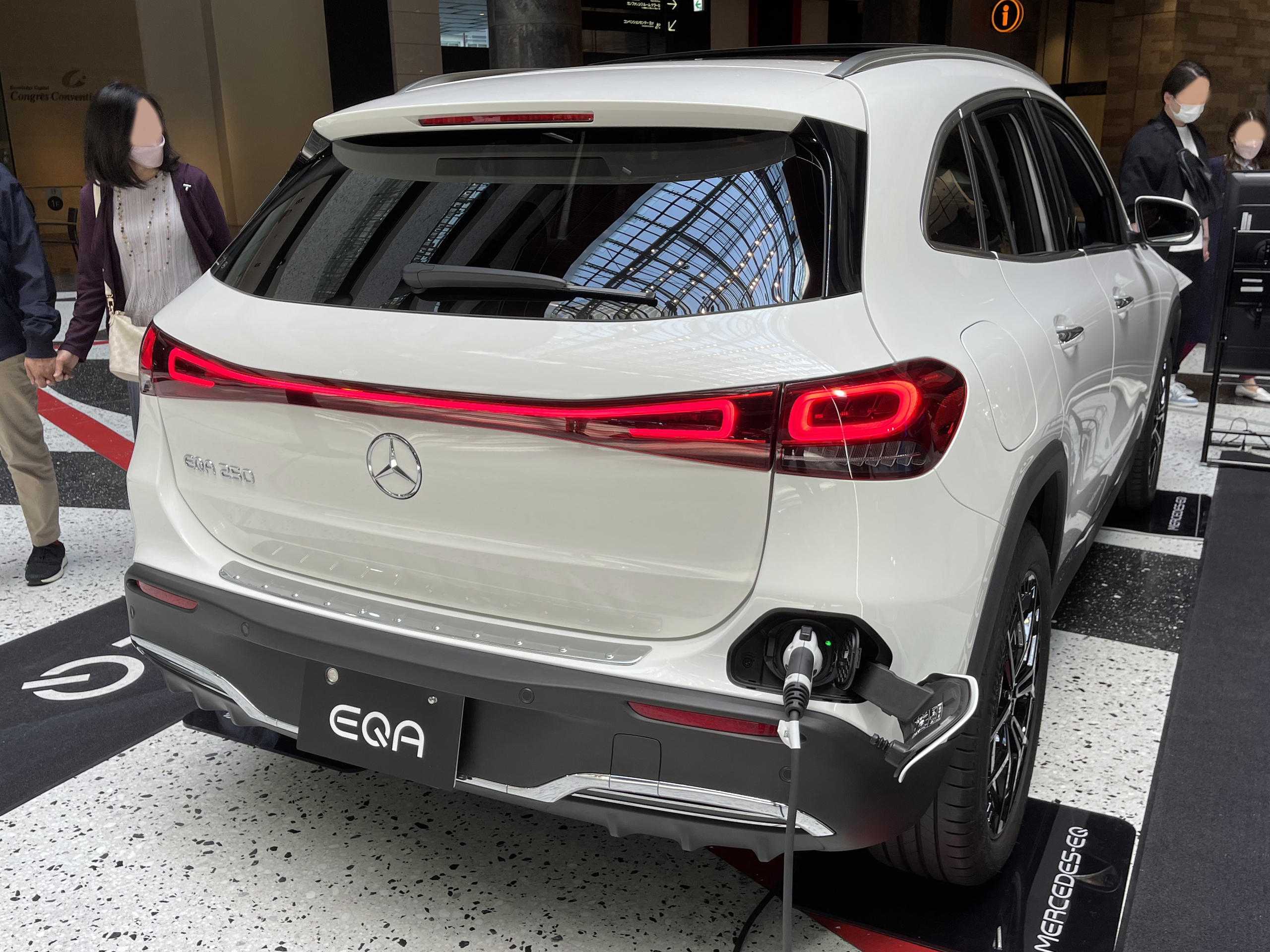
Achterzijde
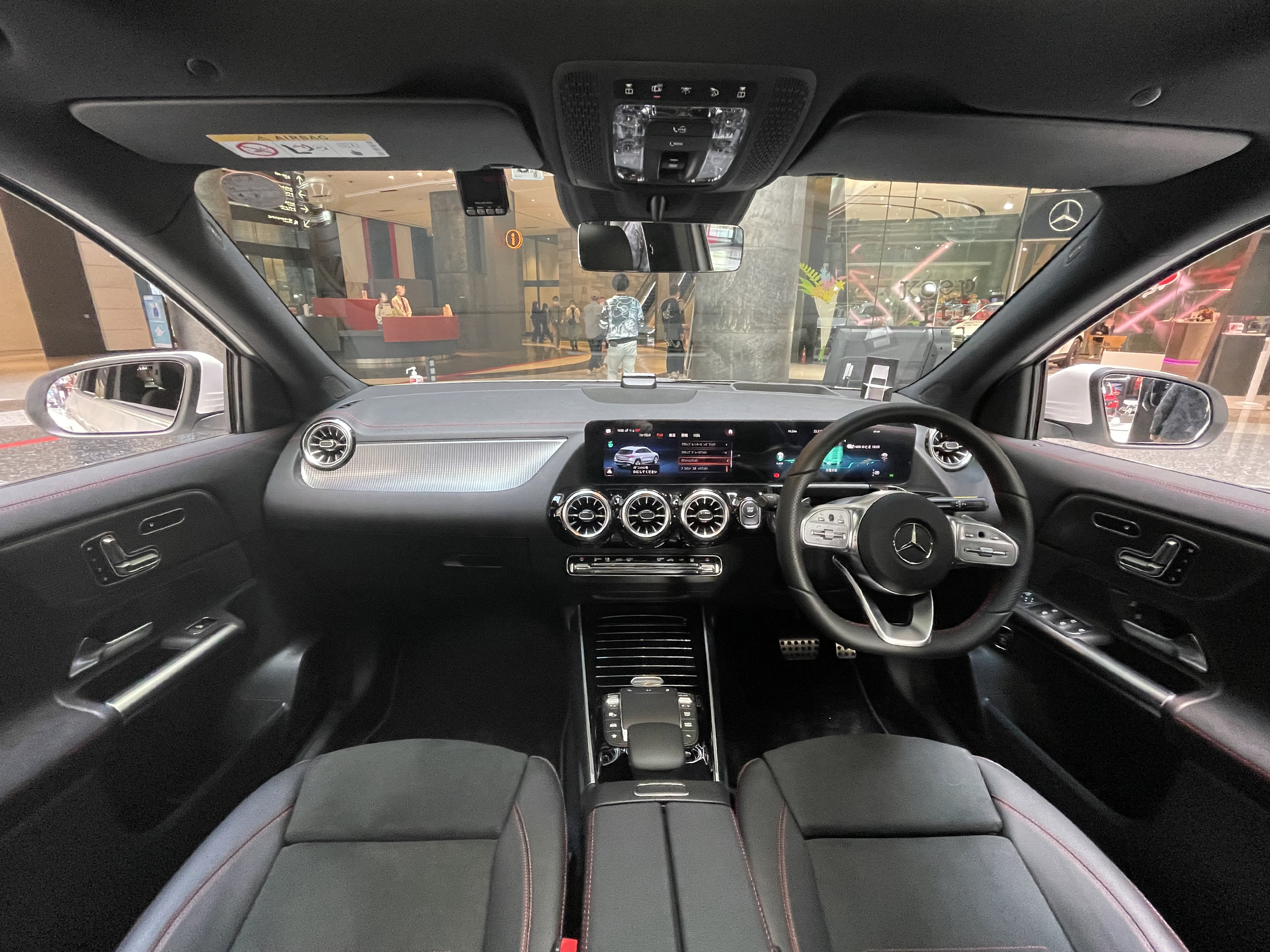
Interieur met stuur aan de rechterzijde
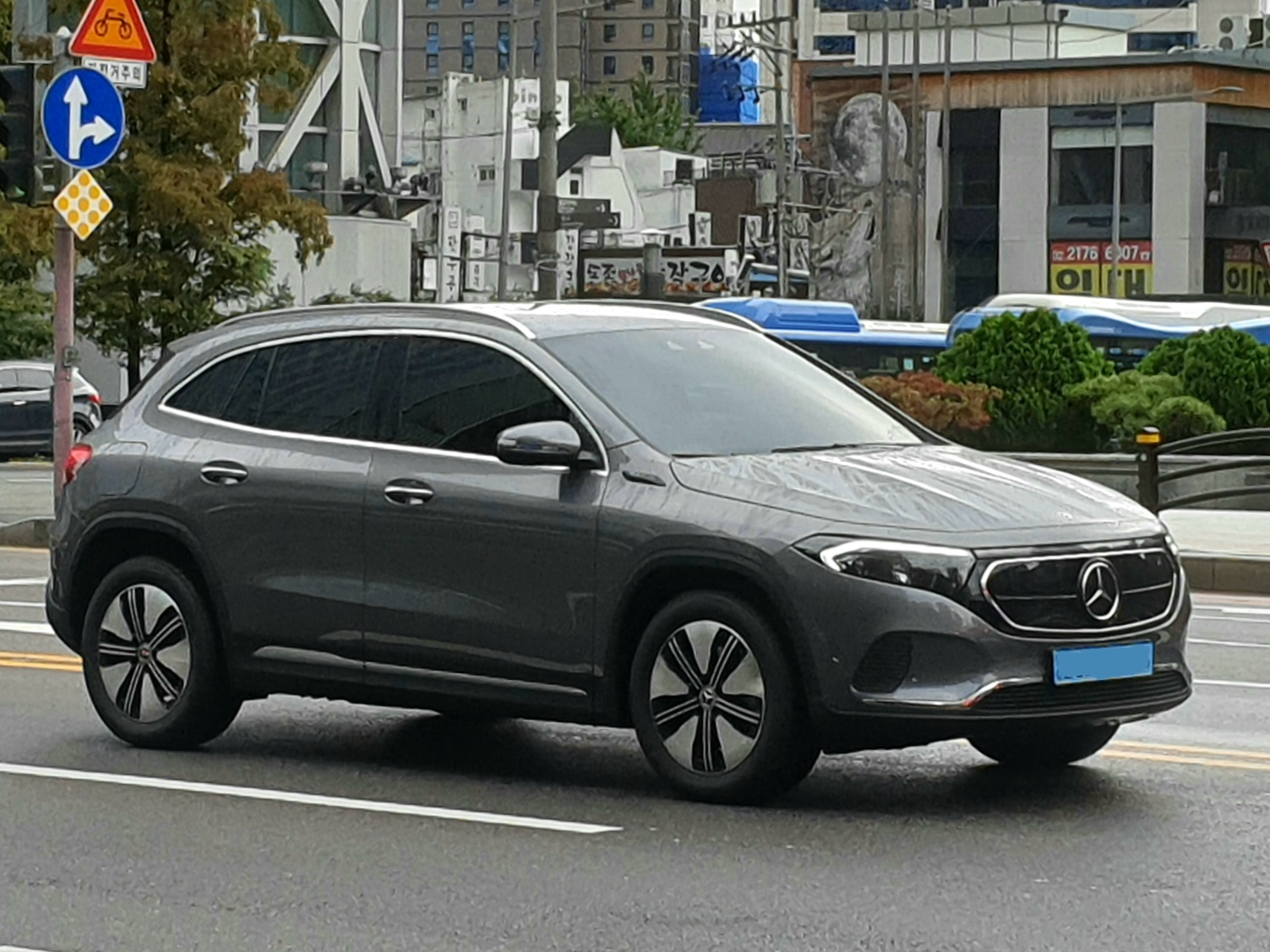
Zijkant